# Listă de filme sovietice din 1945
- Filme sovietice din: 1944 — 1945 — 1946

Aceasta este o listă de filme produse în Uniunea Sovietică în 1945.
| Titlu             | Titlu original           | Regizor                      | Distribuție                                                             | Gen                | Note                   |
| ----------------- | ------------------------ | ---------------------------- | ----------------------------------------------------------------------- | ------------------ | ---------------------- |
| 1945              |                          |                              |                                                                         |                    |                        |
| Caut o nevastă    | Аршин мал алан           | Rza Tahma și Nikolai Leșenko | Rașid Beibutov, Leila Badirbeili                                        | muzical de comedie | Azerbaidjanfilm        |
| Căpitan la 15 ani | Пятнадцатилетний капитан | Vasili Juravliov             | Vsevolod Larionov, Elena Izmailova, Mihail Astangov                     | aventuri           | După Căpitan la 15 ani |
| Balaurul          | Кащей Бессмертный        | Aleksandr Rou                | Serghei Stolearov, Aleksandr Șirșov, Galina Grigorieva, Gheorghi Miller | fantastic          |                        |
|                   |                          |                              |                                                                         |                    |                        |